# Distrito de Gruyère
El distrito de Gruyère (en francés District de la Gruyère, en alemán Bezirk Greyerz) es uno de los siete distritos del cantón de Friburgo. La capital del distrito es Bulle. El distrito cuenta con 42.108 habitantes (2006) y 489,4 km² de superficie.
El distrito es francófono, excepto la comuna de Jaun, cuya lengua oficial es el alemán.

## Geografía
El distrito de Gruyère toma su nombre del lago de la Gruyère, situado en el centro norte del distrito. Gruyère limita al norte con el distrito de Sarine, al noreste con el distrito de Sense, al sureste con el de Saanen-Obersimmental (BE), al sur y suroeste con el distrito de Riviera-Pays-d'Enhaut (VD), al oeste con el de Veveyse, y al noroeste con el de Glâne. 

## Historia
Atestado desde el siglo XII, el condado de Gruyère fue repartido en 1555 entre Berna y Friburgo; la bailía bernesa de Saanen (Gessenay) y la friburguesa de Gruyère subsistieron hasta 1798 y 1814. La segunda se convirtió más tarde en el distrito de Gruyère, cuyo eje es el valle del río Saane.
Los ancestros probables de los condes de Gruyères aparecieron bajo el nombre de condes de Ogoz en la pancarta de Rougemont, de 1115, atestando las donaciones hechas a ese priorato cluniacense, fundado entre 1073 y 1085. Es probable que en aquella época los condes residieran aún en Château-d'Oex. Solamente a partir de mediados del siglo XII los condes son citados con el nombre de Gruyère (1144, Willelmus comes de Grueria), quizás luego de que la residencia hubiera sido transferida. El condado de Gruyère comprendía entonces la totalidad del alto valle del Saane, de Gsteig a Broc y a La Tour-de-Trême, y formaba así una señoría compacta; sin embargo, Albeuve se convirtió en posesión del cabildo catedral de Lausana en 1200. Territorio prealpino de grandes bosques, el condado nació del desbrozamiento. Gracias a estas circunstancias, el territorio fue relativamente independiente, incluso cuando Rodolfo III (conde de 1226-1270) se sometiera al señor feudal Pedro II de Saboya (1244). El condado siguió siendo feudo saboyano hasta 1536, aparte de la Tour-de-Trême que fue feudo del obispo de Lausana desde 1310. Los condes de Gruyère poseían otros dominios y derechos diseminados, sobre todo en el valle medio del Saane hasta Hauterive, así como al bordo del lago Lemán. El condado estaba dividido en tres castellanías, Gruyères, Montsalvens y Vanel, cada una con un castillo. Las castellanías poseían la baja jurisdicción y su bandera (derecho a levantar tropas). 
En los conflictos con las ciudades de Berna y de Friburgo (1281-1349), los condes de Gruyère se encontraron en varias ocasiones de lado de la nobleza, generalmente derrotada. En la guerra de la casa de Saboya contra los Habsburgo y Friburgo (1281-1283), el castillo de Montsalvens fue ocupado por los friburgueses. Durante la guerra de Everdes (1349), cuando los condes de Gruyère trataron de apoyar a Otón de Everdes contra Friburgo y Berna, el castillo de La Tour-de-Trêmes fue destruido. Hacia 1370, los conflictos fronterizos entre el conde y los obispos de Sion y de Lausana estallaron en las regiones de montaña. 
En el siglo XIV, los condes y las comunas del condado se acercaron a las ciudades de Friburgo y Berna. Pedro III (conde de 1307-1342) concluyó antes de 1331 un tratado de coburguesía con Friburgo, acta que sus descendientes renovarían regularmente. En 1401, Rodolfo IV (conde de 1366-1403), en su nombre y en el de Saanen y las comunas del actual Pays-d'Enhaut, hace con Berna un tratado del mismo género. En el siglo XV, las comunas pactaron de forma autónoma pactos de coburguesía con Friburgo y Berna. Independientemente de estos tratados, Gruyère seguía siendo un feudo de Saboya. Cuando Antonio (conde de 1404-1433) se convirtió en conde siendo aún menor, la casa de Saboya nombra administradores en Gruyère. Estos rechazan los tratados concluidos con Berna por Saanen y Château-d'Oex, lo que condujo a Berna a apropiarse de los castillos de Vanel (cerca de Rougemont) y de Château-d'Oex. Gracias al tratado de paz de 1407, Berna devuelve los castillos que había desmantelado, y Saanen así como Château-d'Oex pudieron continuar con el tratado de coburguesía. Durante las guerras de Borgoña, el conde Francisco I autoriza, bajo presión de Berna de declararle la guerra, el paso de tropas confederadas y el envío de tropas de la región al Pays de Vaud. Su hijo Luis I (conde de 1475-1492) fue mediador en el congreso de Paz de Friburgo en 1476.
Gracias a una hábil política familiar, los condes de Gruyère lograron agrandar sus dominios en los siglos XIV y XV, sobre todo en el Pays de Vaud, principalmente con la adquisición de las señorías de Palézieux, Oron y Aubonne. Algunas dificultades financieras los obligaron a verdes algunas de sus señorías adquiridas con el paso de los siglos: la de Aigremont pasa de la línea colateral de los Gruyère-Aigremont a Berna en 1501-1502; la de Jaun (Bellegarde), adquirida en 1474, fue vendida a Friburgo en 1504, así como la de Corbières (con Charmey) en 1553, adquirida en 1454 e hipotecada desde 1543. Por falta de dinero, el conde Miguel hizo uso en 1552, del derecho de acuñar, acordado a los condes de Gruyère por el emperador en 1396.
Después de 1528, el hecho de que Gruyère hubiera tomado posición contra la reforma provoca algunas tensiones con Berna. Las señorías de Gruyère situadas en tierras valdenses caerían como feudos a manos de los berneses en 1536. Estas adoptaron la reforma en 1539 y fueron compradas por Berna en 1555. Albeuve, que pertenecía al obispo de Lausana, pasó a la ciudad de Friburgo en 1536, mas no la Tour-de-Trême. En 1548, la Confederación reconoce Gruyère como un país aliado. El año siguiente, el conde Miguel deja la administración en manos de un consejo de veinticuatro miembros llamado Consejo de Estado o Consejo de Gruyère. Por culpa del endeudamiento del conde, la Dieta declara su ruina en 1554 y las ciudades de Friburgo y Berna se reparten sus bienes en 1555. Las comunas de Saanen, Rougemont, Château-d'Oex y Rossinière pasaron a Berna, el resto del condado se convirtió en bailía friburguesa. 
Del lado espiritual, el condado de Gruyère hacía parte, en la Edad Media, del decanato de Ogoz y comprendía en 1228 las parroquias de Albeuve, Broc, Château-d'Oex, Grandvillard, Rougemont y Saanen. En 1254, gracias a la intervención del canciller episcopal Guillermo de Gruyère, la ciudad de Gruyères fue separada de la parroquia de Bulle. Guillermina de Grandson, condesa de Gruyère, y Pedro III, conde de 1304 a 1342, fundaron la cartuja de la Part-Dieu en 1307. En Broc, la parroquial era al mismo tiempo la iglesia del priorato de benedictinos de San Omar, que fue incorporado al cabildo de San Nicolás de Friburgo, de jure en 1513, de facto solamente en 1577. 
El 29 de enero de 1798, Gruyère a algunas otras bailías se liberaron de la dominación de la ciudad de Friburgo (Sarine y Broye), que recobra rápidamente su papel de capital. Las bailías fueron reorganizadas en distritos. El de Gruyère comprendía también Jaun y algunas partes de la señoría Corbières; la comuna de Gruyères siguió siendo capital. En 1803, entran al distrito Charmey y Albeuve, mientras que La Tour-de-Trême y Jaun salían. En 1814 los habitantes del distrito se oponen a la restauración de los derechos de los patricianos. En 1948, Bulle es escogida como la nueva capital del distrito. La cartuja de la Part-Dieu fue suprimida en 1848; sus monjes se retiraron en 1863 a la de La Valsainte, que había sido cerrada en 1778.

## Comunas
| Distrito de Gruyère    | Distrito de Gruyère    | Distrito de Gruyère |
| Comunas                | Población (31.12.2015) | Superficie km²      |
| ---------------------- | ---------------------- | ------------------- |
| Bas-Intyamon           | 1291                   | 33.31               |
| Botterens              | 546                    | 4.15                |
| Broc                   | 2506                   | 10.04               |
| Bulle                  | 21 991                 | 23.87               |
| Cerniat                | Parámetro no válido    | 33.69               |
| Charmey                | Parámetro no válido    | 78.46               |
| Châtel-sur-Montsalvens | 274                    | 2.04                |
| Corbières              | 839                    | 9.6                 |
| Crésuz                 | 331                    | 1.78                |
| Echarlens              | 814                    | 4.63                |
| Grandvillard           | 795                    | 24.16               |
| Gruyères               | 2153                   | 28.38               |
| Hauteville             | 643                    | 10.52               |
| Haut-Intyamon          | 1523                   | 60.45               |
| Jaun                   | 662                    | 55.21               |
| La Roche               | 1613                   | 24.09               |
| Le Pâquier             | 1142                   | 4.49                |
| Marsens                | 1809                   | 7.81                |
| Morlon                 | 592                    | 2.48                |
| Pont-en-Ogoz           | 1775                   | 10.02               |
| Pont-la-Ville          | 590                    | 4.32                |
| Riaz                   | 2376                   | 7.76                |
| Sâles                  | 1447                   | 18.79               |
| Sorens                 | 1098                   | 8.72                |
| Vaulruz                | 1032                   | 10.16               |
| Vuadens                | 2282                   | 10.44               |
| Total (26)             | 52 540}}               | 489.41              |

### Evolución

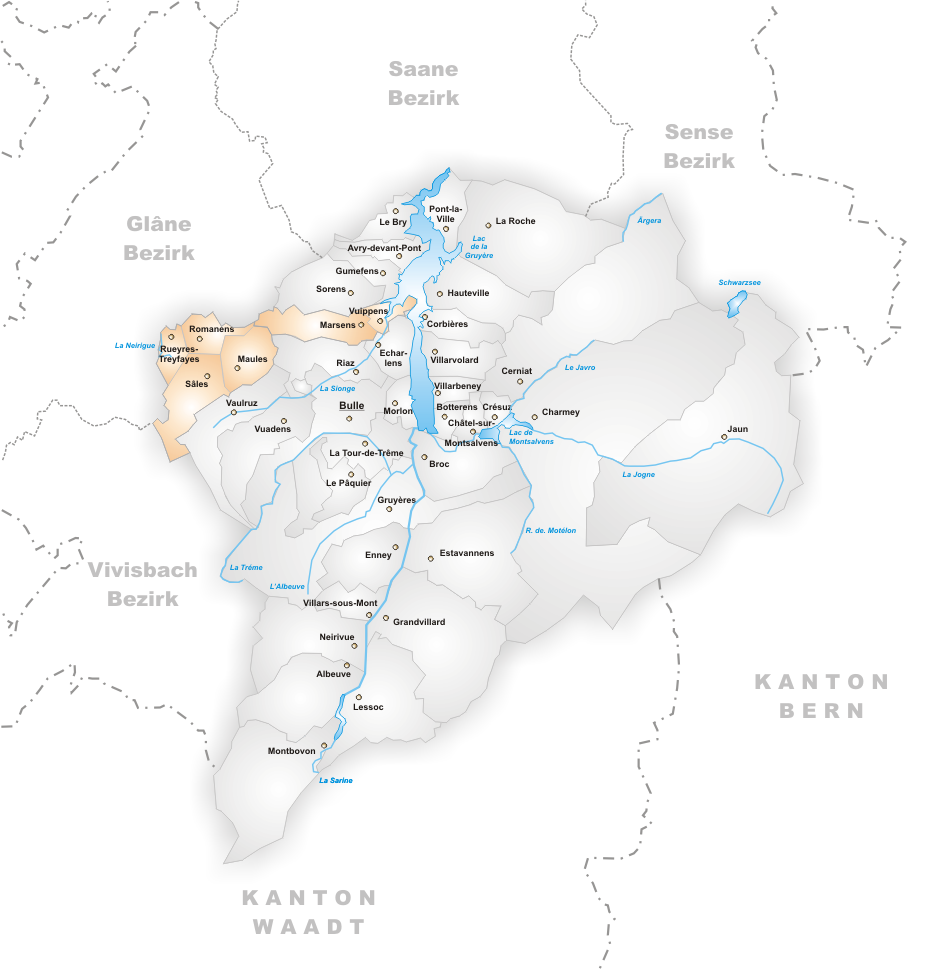
Comunas hasta 2000
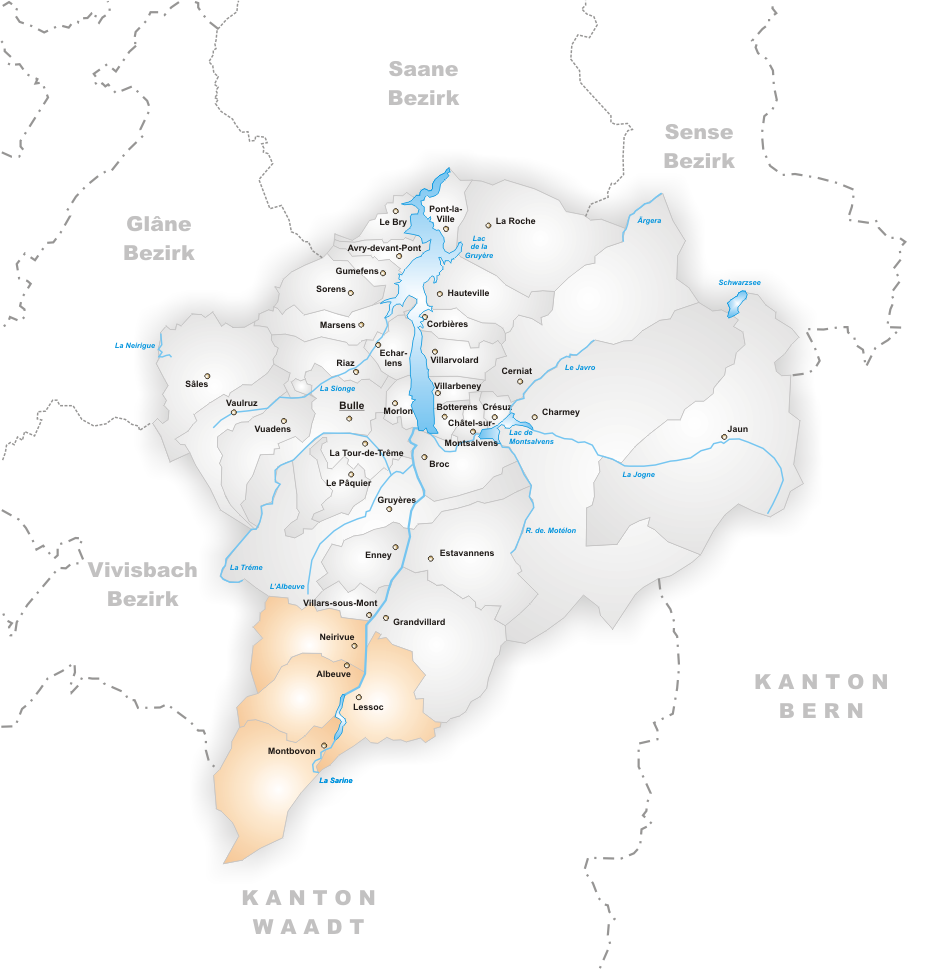
Comunas hasta 2001
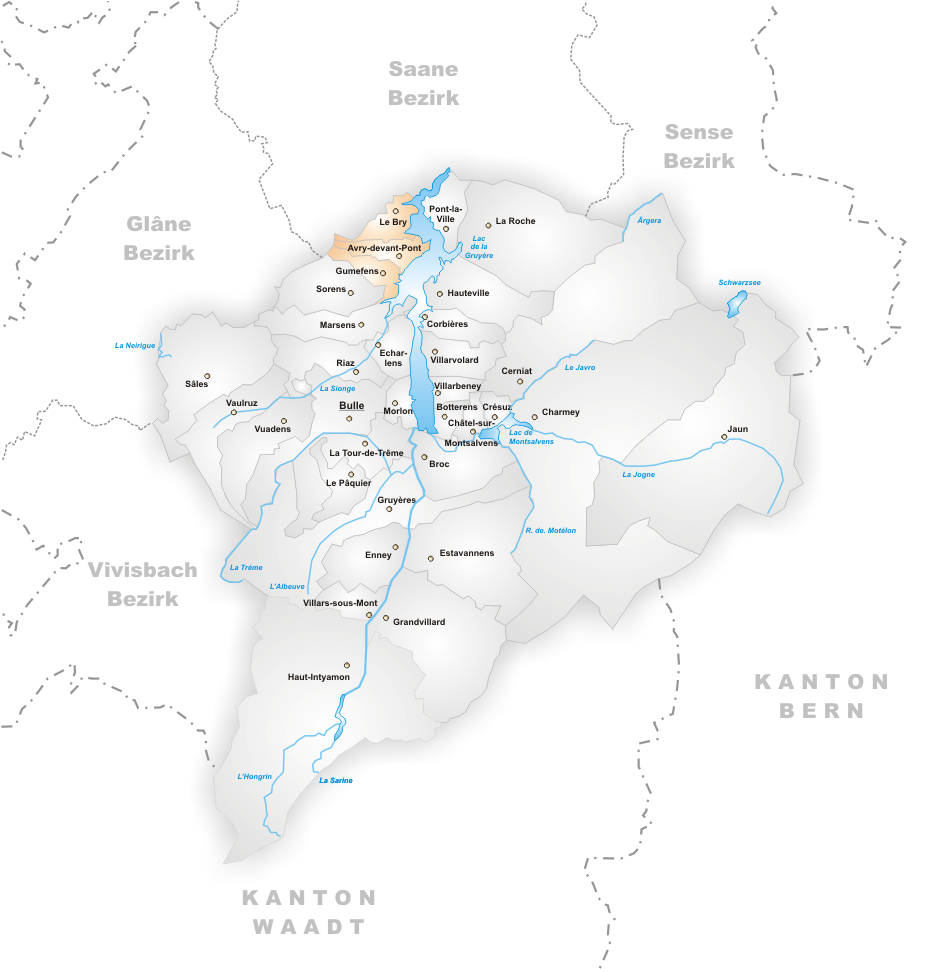
Comunas hasta 2002
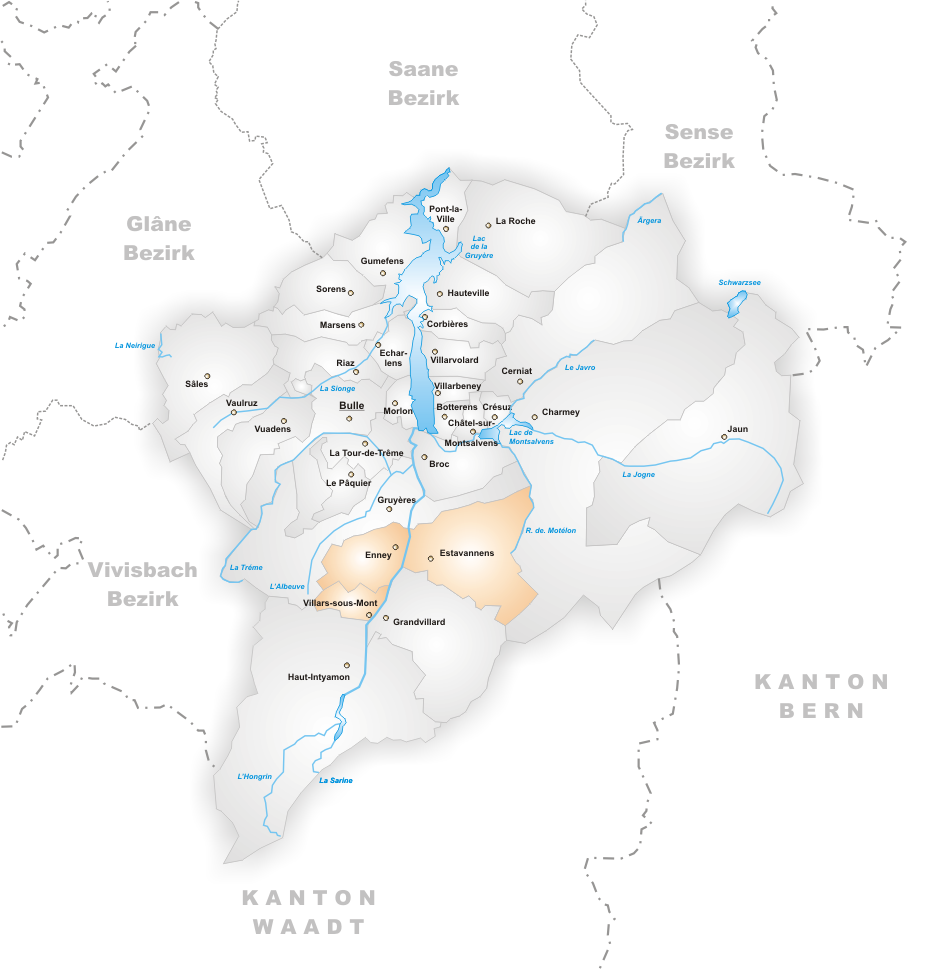
Comunas hasta 2003
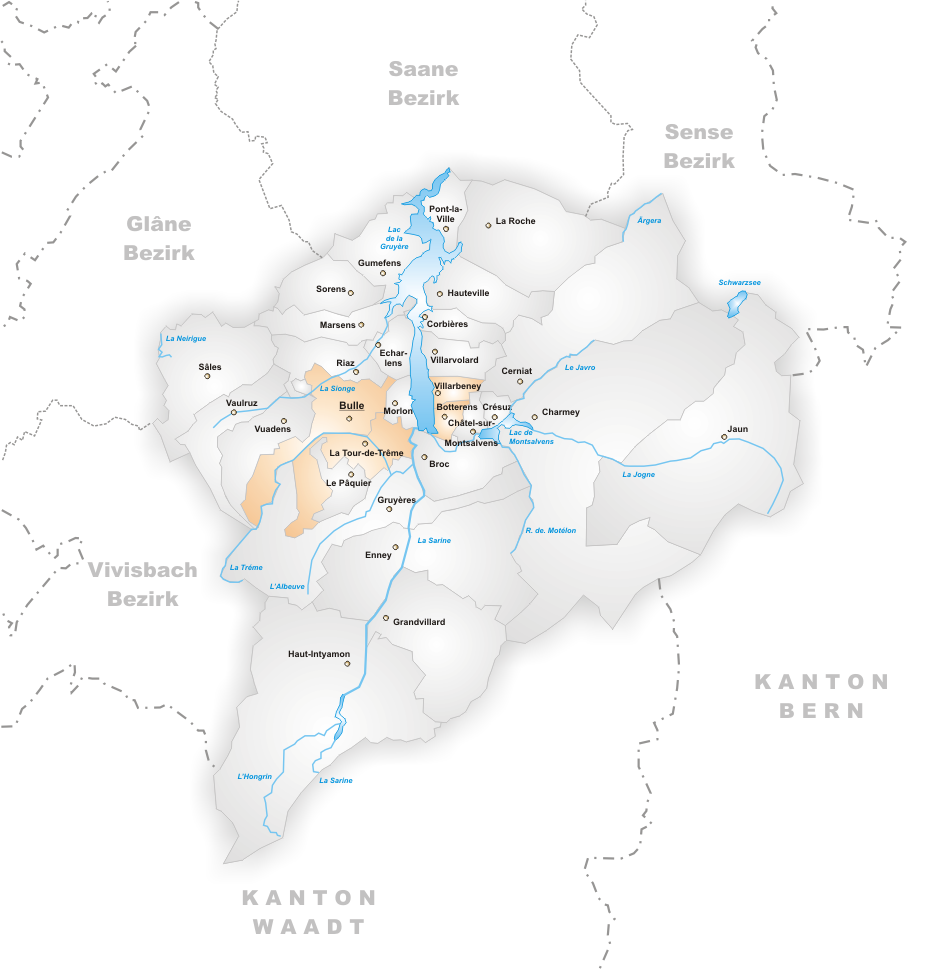
Comunas hasta 2005
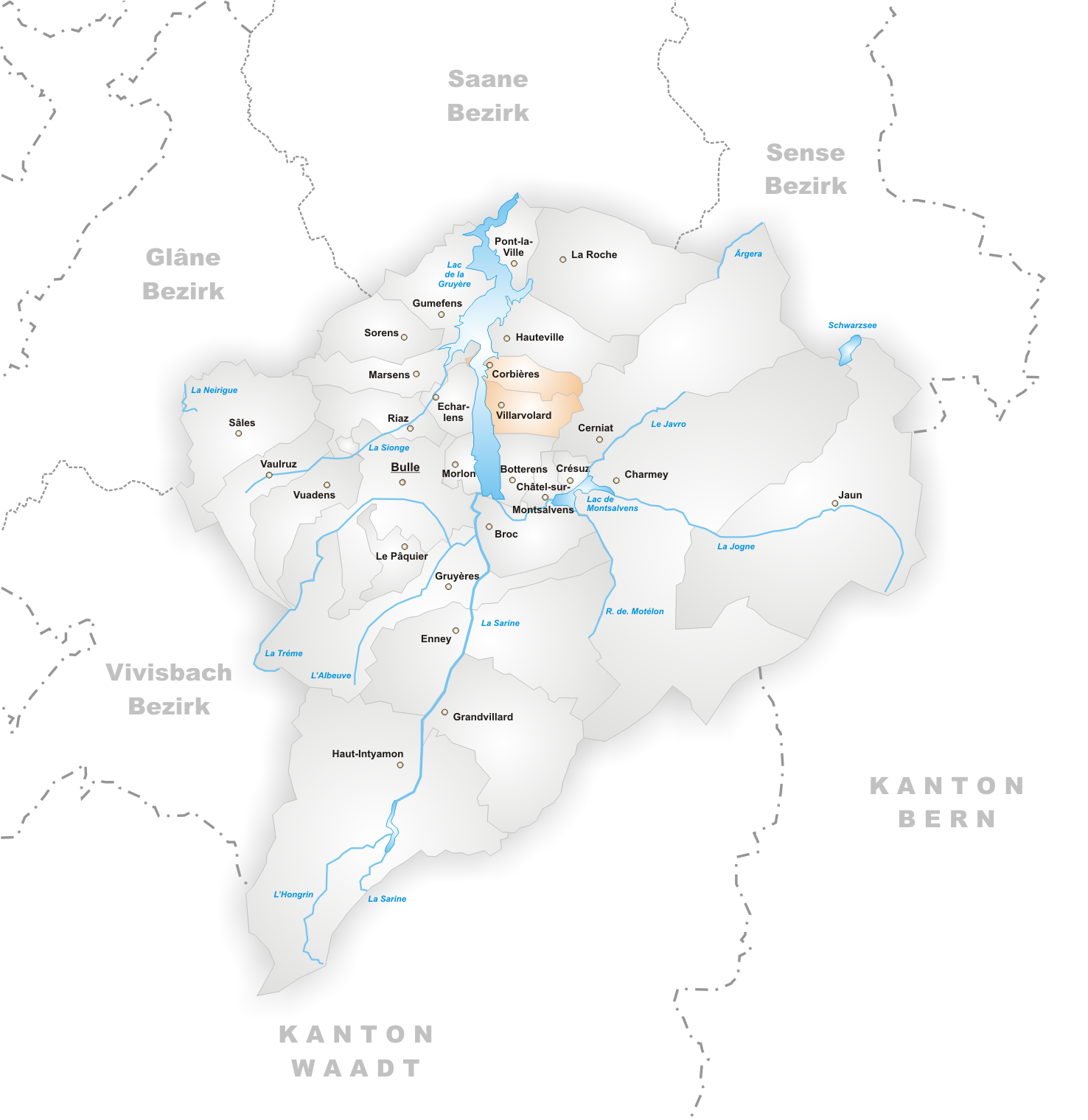
Comunas hasta 2010

### Fusiones
- 2001: Maules, Romanens, Rueyres-Treyfayes y Sâles → Sâles
- 2001: Marsens y Vuippens → Marsens
- 2002: Albeuve, Lessoc, Montbovon y Neirivue → Haut-Intyamon
- 2003: Avry-devant-Pont, Le Bry y Gumefens → Pont-en-Ogoz
- 2004: Enney, Estavannens y Villars-sous-Mont → Bas-Intyamon
- 2006: Botterens y Villarbeney → Botterens
- 2006: Bulle y La Tour-de-Trême → Bulle
- 2011: Villarvolard y Corbières → Corbières